# Mojolicious
Mojolicious es una plataforma (framework) para crear aplicaciones web en tiempo real, escrita por Sebastian Riedel, creador de la plataforma de aplicaciones web Catalyst.  Distribuido como software libre bajo la Licencia Artística v 2.0, está escrita en el lenguaje de programación Perl y diseñada para el desarrollo de aplicaciones web tanto simples como complejas, basada en la experiencia previa de Riedel en el desarrollo de Catalyst. La Fundación Perl aportó parte de la financiación para la elaboración  de la documentación.
Como está escrito en Perl, Mojolicious puede ejecutarse en cualquiera de los muchos sistemas operativos para los que Perl está disponible, pudiendo instalarse directamente desde CPAN.  Los paquetes preconfigurados de Mojolicious también están disponibles para NetBSD desde pkgsrc, y para Microsoft Windows y otros sistemas operativos desde el gestor de paquetes Perl de ActiveState.

## Características
- Framework web en tiempo real que soporta un modo de archivo único a través de Mojolicious::Lite.[7]
- Soporte directo de rutas RESTful, complementos, plantillas estilo Perl, administración de sesiones, cookies firmadas, framework de

pruebas, servidor de archivos estáticos y soporte completo de Unicode.
- Código portable Perl  con API orientada a objetos  sin más requisitos que soportar Perl 5.10.1 (Se recomienda 5.18+, y se utilizan opcionalmente módulos CPAN para proporcionar funcionalidad avanzada ).
- Conjunto completo de los protocolos HTTP y WebSocket.[8][9] Implementación cliente / servidor con IPv6, TLS, IDNA, Comet, chunking y soporte multiparte.
- Servidor web de E / S sin bloqueo soportando libevent. Posibilidad de distribución integrada.[10]
- Detección automática CGI y PSGI.
- Soporte para JSON y analizador HTML5 / XML con selectores CSS3.[11]